# Sauber C24
Chronologie des modèles (2005)
Sauber C23 Sauber C30
La Sauber C24 est la monoplace engagée par l'écurie suisse Sauber dans le cadre du championnat du monde de Formule 1 2005. Elle est pilotée par le Canadien Jacques Villeneuve et le Brésilien Felipe Massa.

## Historique

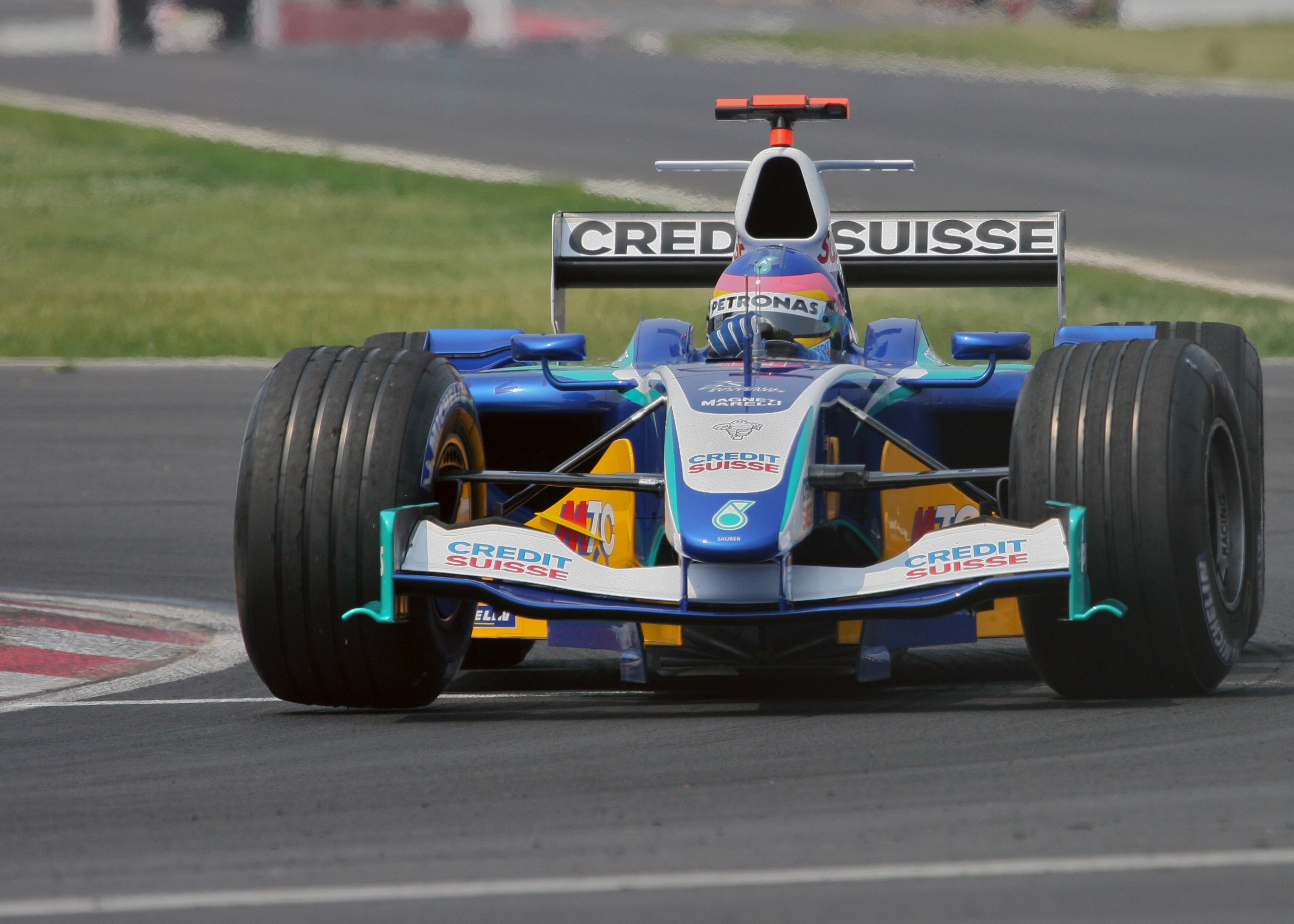
L'avant de la Sauber C24.

La Sauber C24 est présentée sur le site internet de Sauber après que la présentation officielle prévue en Malaisie du 11 janvier 2005 est annulée à cause du tremblement de terre du 26 décembre 2004. 
Pilotée par le Canadien Jacques Villeneuve et le Brésilien Felipe Massa, c'est la première monoplace conçue à l'aide de la nouvelle soufflerie de Hinwil et aussi la première pilotée par un duo non-européen. 
Évolution de la Sauber C23 elle-même basée sur la Ferrari de la saison 2003, on retrouve certaines similitudes avec la Ferrari (surtout en début de saison) comme la forme du museau, de l'aileron avant, de la boîte à air du capot-moteur ou encore le bombage aérodynamique devant le cockpit. Son moteur Petronas 05A est basé sur le moteur Ferrari Tipo 055 de 2005. En revanche, elle est équipée de pneumatiques Michelin, contrairement à ses devancières.

## Saison 2005
La C24 est une monoplace fiable qui ne connaît que cinq abandons en trente-quatre engagements. Cependant, la voiture termine rarement dans les points, la meilleure performance étant deux quatrièmes places, obtenues par Villeneuve puis Massa en première moitié de saison. Mise à part ces deux performances, la C24 stagne en milieu de peloton. À la fin de la saison, Sauber termine huitième du championnat des constructeurs avec vingt points, et est racheté par BMW.

## Sauber C24B
Lors de l'intersaison 2004-2005, BMW Sauber F1 Team utilise une Sauber C24B dotée d'un moteur BMW. La monoplace est pilotée durant ces essais par Jacques Villeneuve et Nick Heidfeld, titularisés pour saison 2006, ainsi que par le pilote-essayeur de l'écurie Robert Kubica.

## Résultats en championnat du monde de Formule 1

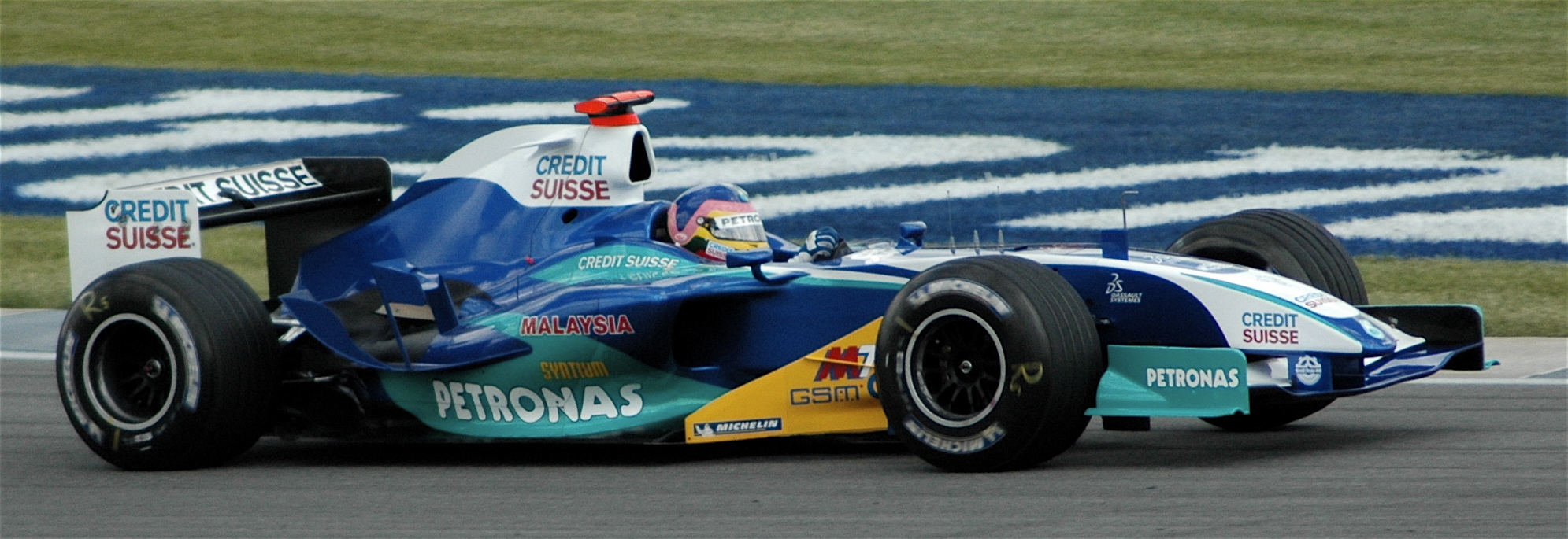
Jacques Villeneuve à bord de la Sauber C24 lors des qualifications du Grand Prix des États-Unis 2005.

| Saison | Écurie          | Moteur           | Pneumatiques | Pilotes            | Courses | Courses | Courses | Courses | Courses | Courses | Courses | Courses | Courses | Courses | Courses | Courses | Courses | Courses | Courses | Courses | Courses | Courses | Courses | Points inscrits | Classement |
| Saison | Écurie          | Moteur           | Pneumatiques | Pilotes            | 1       | 2       | 3       | 4       | 5       | 6       | 7       | 8       | 9       | 10      | 11      | 12      | 13      | 14      | 15      | 16      | 17      | 18      | 19      | Points inscrits | Classement |
| ------ | --------------- | ---------------- | ------------ | ------------------ | ------- | ------- | ------- | ------- | ------- | ------- | ------- | ------- | ------- | ------- | ------- | ------- | ------- | ------- | ------- | ------- | ------- | ------- | ------- | --------------- | ---------- |
| 2005   | Sauber Petronas | Petronas V10 05A | Michelin     |                    | AUS     | MAL     | BAH     | SMR     | ESP     | MON     | EUR     | CAN     | USA     | FRA     | GBR     | ALL     | HON     | TUR     | ITA     | BEL     | BRÉ     | JAP     | CHI     | 20              | 8e         |
| 2005   | Sauber Petronas | Petronas V10 05A | Michelin     | Jacques Villeneuve | 13e     | Abd     | 11e     | 4e      | Abd     | 11e     | 13e     | 9e      | Np      | 8e      | 14e     | 15e     | Abd     | 11e     | 11e     | 6e      | 12e     | 12e     | 10e     | 20              | 8e         |
| 2005   | Sauber Petronas | Petronas V10 05A | Michelin     | Felipe Massa       | 10e     | 10e     | 7e      | 10e     | 11e     | 9e      | 14e     | 4e      | Np      | Abd     | 10e     | 8e      | 14e     | Abd     | 9e      | 10e     | 11e     | 10e     | 6e      | 20              | 8e         |

Légende : ici 